# Матюй-Сале
Матю́й-Сале́ (рос. Матюй-Сале) — село у складі Тазівського району Ямало-Ненецького автономного округу Тюменської області, Росія. Знаходиться на міжселенній території.
Населення — 7 осіб (2010, 463 у 2002).
Національний склад станом на 2002 рік: ненці — 100 %.
Стара назва — Матюйсале.